# Socrates van Macedonië
Socrates van Macedonië was een Grieks hipparchos in het leger van Alexander de Grote. Hij was de zoon van Sathorn. Socrates was voornamelijk actief voor de Macedonische wapenbroeders Hetairoi, tot aan het begin van de verkenning van Aziatische gronden.